# الخليج الغربي (الدوحة)
الخليج الغربي هو حي أنشئ حديثاً في الدوحة في دولة قطر. ويُعد من أحدث الأحياء في المدينة. يحتوي الخليج الغربي على العديد من المباني الحديثة بخلاف بقية الأحياء الأقدم منه. به بعض من أطول ناطحات السحاب في قطر مثل برج هبة القدس.
كما تحتوي على عدة مناطق مصغرة منها.
المنطقة الدبلوماسية والتي تحتوي على سفارات وقنصليات
فندق شيراتون الدوحة ومركز المؤتمرات
برج الشاطئ
ابراج السامرية
برج بيفرلي هيلز
حي قطر للبترول((حي المالي)) سابقا
برج اتصالات قطر 
برج فندق هيلتون
مركز التسوق الكندي ((مونوبري))
منطقة القطيفية ((منطقة حديثة))
ابراج الفردان((برج بي ام دبليو))
تقاطع مجلس التعاون
شارع الكورنيش
شارع عمر المختار
شارع فندق شيراتون ومركز المؤتمرات
منطقة القصار((تحتوي على منتجع القصار-الحي الثقافي))
برج البنك التجاري
برج بنك الخليج الأول((بنك دبي الوطني)) سابقا
برج بنك المشرق
دبي تاورز-الدوحة ((احد مشاريع دبي القابضة بدء المشروع في 2005 و توقف في 2010 بسبب أزمة ديون دبي العالمية المالية))
برج وزارة الخارجية
بورصة قطر المالي
برج فندق دبليو الدوحة
برج فندق كمبنيسكي الدوحة
برج فندق ميليا الدوحة
مجمع سيتي سنتر التجاري
برج فندق شانغريلا الدوحة ((افتتح في فبراير 2016))